# Фігурне катання на літніх Олімпійських іграх 1920 — парне катання
Змагання турніру в парній програмі з фігурного катання на літніх Олімпійських іграх 1920 відбувалися 26 квітня. Усі змагання пройшли в Палаці де Глез в Антверпені.
У змаганнях брали участь 16 фігуристів (8 команд) зі 6 країн світу.

## Медалісти
| Золото                              | Срібло                     | Бронза                         |
| Людовіка Якобссон / Волтер Якобссон | Алексія Брін / Інгвар Брін | Філліс Джонсон / Безіл Вільямс |
|                                     |                            |                                |

## Результати

### Медальний залік
| Поз. | Атлети                              | Країна          | СП   | УБ    |
| ---- | ----------------------------------- | --------------- | ---- | ----- |
| 1    | Людовіка Якобссон / Волтер Якобссон | Фінляндія       | 7,0  | 80,75 |
| 2    | Алексія Брін / Інгвар Брін          | Норвегія        | 15,5 | 72,75 |
| 3    | Філліс Джонсон / Безіл Вільямс      | Велика Британія | 25,0 | 66,25 |
| 4    | Тереза Вельд / Натаніель Нілс       | США             | 28,5 | 62,50 |
| 5    | Етель Макелт / Сідні Воллворк       | Велика Британія | 34,0 | 61,25 |
| 6    | Жеоргетт Гербос / Жорж Вогеманс     | Бельгія         | 41,5 | 56,00 |
| 7    | Сімона Сабурет / Чарльз Сабурет     | Франція         | 45,5 | 56,25 |
| 8    | Мейделін Бомонт / Кеннет Бомонт     | Велика Британія | 55,0 | 48,25 |